# Ælfgifu af York
Ælfgifu af York (ca. 970 - 1002) var den første hustru til Ethelred den Rådvilde (r. 968-1016), som hun fødte mange børn, herunder Edmund Jernside. Det er mest sandsynligt, at hun var datter af Thored, jarl af det sydlige Northumbria.

## Identitet og baggrund
Hendes navn og paternitet dukker ikke op i kilderne før et stykke tid efter normannernes erobring af England. Den første, der overhovedet har givet nogen information, Sulcard af Westminster (havde sin glanstid i 1080'erne), beskriver kun hende som værende "af meget ædel engelsk slægt" (ex nobilioribus Anglis) uden at navngive hende, mens Vilhelm af Malmesbury i begyndelsen af det 12. århundrede intet har at fortælle. Alle primære beviser stammer fra to anglo-normanniske historikere. Johan af Worcester, der også skrev i det tidlige 12. århundrede, fortæller, at Ethelreds første hustru var Ælfgifu, datter af adelsmanden Æthelberht (comes Agelberhtus) og mor til Edmund, Æthelstan, Eadwig og Eadgyth. Aelred af Rievaulx, der skrev 1150'erne, identificerer hende som en datter af jarl (comes) Thored og Edmunds mor, dog nævner han ikke noget navn. Aelred havde været seneskalk ved hoffet hos kong David 1. af Skotland (r. 1124–53), hvis mor Margrete var oldebarn af Ælfgifu. Selvom hans vidnesbyrd er sent, kan hans tætte kontakt til den kongelige familie have givet ham adgang til sande oplysninger.

### Problem omkring paternitet
Disse to beretninger er uforenelige i det faktum, at Ethelreds første hustru (i begge tilfælde Edmunds mor) tilskrives to forskellige fædre. En løsning ville være at antage eksistensen af to forskellige hustruer før ankomsten af dronning Emma, Ethelreds normanniske hustru, selvom denne fortolkning har sine egne vanskeligheder, især da kilderne forestiller sig kun én kvinde. Generelt foretrækker historikere, at Johan of Worcester tog fejl med hensyn til farens navn, da der sættes spørgsmålstegn ved Æthelberhts selve eksistens: Hvis det latinske comes skal fortolkes som en forklaring på en ealdormans embede, kan der kun fremsættes to tvivlsomme henvisninger til en eller to duces (ealdormen) af dette navn, der ville passe beskrivelsen. Alt i alt antyder de samlede beviser, at Ethelreds første hustru var Ælfgifu, datter af jarl Thored. Denne magnat har sandsynligvis været Thored, der var søn af Gunnar og jarl af (det sydlige) Northumbria.

## Ægteskab og børn
Tidspunktet for Ælfgifus bryllup er i vid udstrækning baseret på hendes sønners liv blevet dateret til omkring midten af 980'erne. I betragtning af Thoreds autoritet som jarl af York og tilsyneladende længden af hans embedsperiode uden kongelig udnævnelse, ville ægtskabet have været et vigtigt skridt for kongefamilien, hvorved den sikrede et fodfæste i nord. En sådan politisk betydeligt ægtskab ville hjælpe med at forklare de nære forbindelser, der blev opretholdt af Ælfgifus ældste sønner Edmund og Æthelstan med adelsfamilier med base i det nordlige Danelagen.
I ægteskabet fødtes seks sønner, som alle blev opkaldt efter Ethelreds forgængere, og et ukendt antal døtre. De ældste sønner Æthelstan, Ecgberht, Eadred og Edmund bekræftede deres først chartre i 993, mens de yngre sønner Eadwig og Edgar først optræder i dem i henholdsvis 997 og 1001. Nogle af disse sønner ser ud til at opholdt sig i en del af deres barndoms opvækst andetsteds, muligvis hos Ethelreds mor Ælfthryth.
Edmund Jernside overlevede sin far og blev konge. I 1016 led han flere nederlag mod Knud den Store, og i oktober blev de enige om at dele kongeriget, men Edmund døde inden for seks uger, og Knud blev konge over hele England. Ethelred gav tre af sine døtre i ægteskab med ealdormen, formodentlig for at sikre loyaliteten hos sine adelsmænd og således konsolidere et forsvarssystem mod vikingernes angreb.

### Sønner
- Æthelstan (født før 993, d. 1014)
- Ecgberht (født før 993, d. 1005)
- Edmund (2.) Jernside (født før 993, d. 1016)
- Eadred (d. 1012 )
- Eadwig (født før 997, forvist og dræbt 1017)
- Edgar (født før 1001, d. 1008)

### Døtre
- Eadgyth (født før 993, gift med Eadric Streona, ealdorman af Mercia. 
- Ælfgifu, gift med ealdorman Uhtred af Northumbria. 
- (muligvis) Wulfhild, der blev gift med Ulfcytel (Snillingr) (d. 1016), tilsyneladende ealdorman af East Anglia. 
- muligvis en unavngivet datter, der giftede sig med den Æthelstan, der blev dræbt i kampen mod danskerne i Slaget ved Ringmere i 1010. Han kaldes Ethelreds aðum, hvilket betyder enten svigersøn eller svoger. Ann Williams hævder imidlertid, at sidstnævnte betydning er den rette og henviser til Æthelstan som Ælfgifus bror.
- muligvis unavngivet datter, der blev abbedisse i Wherwell.

## Liv og død
I modsætning til sin svigermor, Ælfthryth, blev Ælfgifu ikke salvet til dronning og underskrev aldrig chartre. Hun omtales et par gange i de få samtidige fortegnelser, der har overlever. I et testamente udstedt mellem 975 og 987, testamenterer lensmanden Beorhtric og hans hustru til deres hlæfdige (frue) en armbind værd 30 mancus guld og en hingst, for at garantere det ville blive udført. En andens testamente fra mellem 990 og 1001 henvender sig til hende som "min frue" (myr hlæfdian), hvor Æthelgifu bliver lovet en arv på 30 mancus guld. Lige så lidt der er kendt om hendes liv, kan den nøjagtige dato og omstændighederne omkirng hendes død ikke blive fundet. Under alle omstændigheder ser det ud til, at hun var død i 1002, muligvis i barselsseng, da Ethelred giftede sig med Emma af Normandiet, datter af Richard 1. af Normandiet, der fik eller antog sin forgængers angelsaksiske navn Ælfgifu.

### Primære kilder
- Aelred af Rievaulx, De genealogia regum Anglorum ("Om de engelske kongers slægt"), red. R. Twysden, De genealogia regum Anglorum. Rerum Anglicarum scriptores 10. London, 1652. 1.347–70. Patrologia Latina 195 (711–38) udgave tilgængelig fra Documenta Catholica; tr. ML Dutton og JP Freeland, Aelred of Rievaulx, The Historical Works. Kalamazoo, 2005.
- Angelsaksiske chartre
  - S 1511 (sandsynligvis 980 x 987)
  - S 1497 (ca . 990 x 1001)
- Anglo-Saxon Chronicle, red. D. Dumville og S. Keynes, The Anglo-Saxon Chronicle: a collaborative edition. 8 vol. Cambridge, 1983
  - Tr. Michael J. Swanton, The Anglo-Saxon Chronicles. 2. udgave, London, 2000.
- Johan of Worcester, Chronicon ex Chronicis, red. Benjamin Thorpe, Florentii Wigorniensis monachi chronicon exronicis. 2 vol. London, 1848–49
  - Tr. J. Stevenson, Church Historians of England. 8 vol: vol. 2.1. London, 1855; s. 171–372.
- Sulcard af Westminster, Prologus de construccione Westmonasterii, red. BW Scholz, ”Sulcard of Westminster. Prologus de construccione Westmonasterii. ”Traditio; 20 (1964); s. 59–91.
- Vilhelm af Malmesbury, Gesta regum Anglorum, red. og tr. R.A.B. Mynors, R.M. Thomson og M. Winterbottom, William of Malmesbury. Gesta Regum Anglorum: The History of the English Kings. (Oxford Medieval Texts.) 2 vols; vol 1. Oxford, 1998.

### Sekundære kilder
- Fryde, E. et al. Handbook of British Chronology. 3. udgave Cambridge, 1996.
- Keynes, Simon. “Æthelred II (c.966x8–1016).” Oxford Dictionary of National Biography. Oxford University Press, 200.4 Adgang 1. september 2007.
- Stafford, Pauline. "The Reign of Æthelred II. A Study in the Limitations on Royal Policy and Action." I Ethelred the Unready. Papers from the Millenary Conference, red. D. Hill. BAR britisk serie 59. Oxford, 1978. s. 15-46.
- Stafford, Pauline. Queen Emma and Queen Edith: Queenship and Women’s Power in Eleventh-Century England. Oxford, 1997.
- Trow, M.J. Cnut: Emperor of the North. Sutton, 2005.
- Williams, Ann. Æthelred the Unready: The Ill-Counseled King. London, 2003.